# Pepe Cáceres (película)
Pepe Cáceres es una película colombiana dirigida y protagonizada por Sebastián Eslava, quien compartió el rol en la dirección con Camilo Molano Parra. Estrenada el 19 de enero de 2023, la película narra acontecimientos de la vida del torero colombiano Pepe Cáceres, padre de Eslava.

## Sinopsis
Aunque debió vivir una cruel y despiadada infancia, Pepe Cáceres alcanzó la gloria y se convirtió en una de las leyendas más grandes del toreo en Colombia. La película relata acontecimientos importantes en la vida de Cáceres, desde sus comienzos como torero hasta su trágico final.

## Reparto
- Sebastián Eslava es Pepe Cáceres
- Sara Casasnovas es Lilian
- Laura García es la madre de Pepe Cáceres
- Carmenza Cossio es Bertha de Gutiérrez
- Valeria Galviz es Luz Marina Zuluaga
- Luis Fernando Hoyos es Carlos Julio Eslava
- Manuel Navarro es Andrés Gago
- Nicolás Coronado es Luis Miguel Dominguín
- Aroha Hafez es Macarena